# Aechmea haltonii
Aechmea haltonii är en gräsväxtart som beskrevs av Hans Edmund Luther. Aechmea haltonii ingår i släktet Aechmea och familjen Bromeliaceae. Inga underarter finns listade i Catalogue of Life.